# جیسون ویلیامز (بسکتبال، زاده ۱۹۸۳)
جیسون ویلیامز (انگلیسی: Jason Williams؛ زادهٔ ۱۷ نوامبر ۱۹۸۳) بازیکن بسکتبال اهل ایالات متحده آمریکا است.